# حديقة علاجية

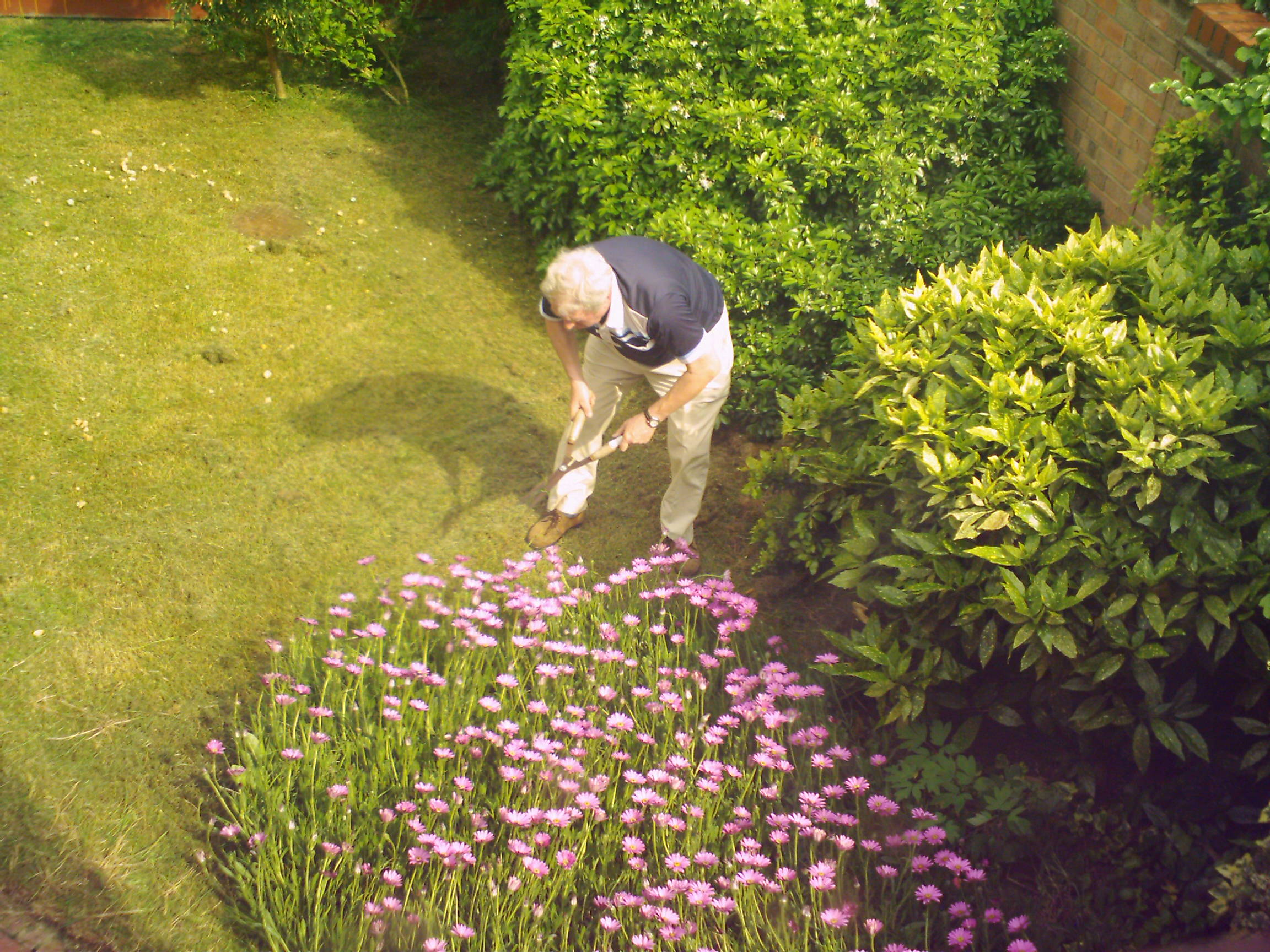
البستنة كعلاج

الحديقة العلاجية هي حديقة في الهواء الطلق صممت خصيصًا لتلبية الاحتياجات البدنية والنفسية والاجتماعية والروحية للأشخاص الذين يستخدمون الحديقة فضلًا عن مقدمي الرعاية وأفراد أسرهم وأصدقائهم.
ويمكن العثور على الحدائق العلاجية في مجموعة متنوعة من البيئات، بما في ذلك المستشفيات، ودور رعاية المسنين، ومساكن المعيشة المساعدة، ومجتمعات التقاعد للرعاية المستمرة، ومراكز السرطان للمرضى الخارجيين، ومساكن دور الرعاية، وغيرها من بيئات الرعاية الصحية والسكنية ذات الصلة. وينصب تركيز الحدائق في المقام الأول على دمج النباتات والحياة البرية الصديقة في الفضاء. ويمكن تصميم الإعدادات بحيث تشمل استخدامات نشطة مثل المزارع المثارة لأنشطة العلاج بالبستنة أو مبرمجة للاستخدامات السلبية مثل مناطق الجلوس الخاصة الهادئة بجانب بركة صغيرة ذات شلال شاحب.

## تصميم
يشار إلى الطبيعة على أنها «إلهاء إيجابي» من قبل روجر أولريش، دكتوراه في جامعة تكساس إيه آند إم.
ووجدت إحدى الدراسات أن الحديقة العلاجية التي تحتوي على مساحة كافية حيث يتم توفير الأشجار الخضراء، والمقاعد، ونافورة المياه، ومعدات اللعب، والنباتات الطازجة، يمكن أن تساعد في دعم المرضى للشعور بالحرية، والارتياح، وخفض مستويات القلق.

## تاريخ
تميز ورقة التعاريف والمواقف الصادرة عن الجمعية الأمريكية للعلاج البستاني بين الحديقة العلاجية وحديقة الشفاء. الجمعية الأمريكية للعلاج البستاني (تعرف حديقة الشفاء بأنها بيئات يهيمن عليها النبات بما في ذلك النباتات الخضراء، والزهور، والمياه، وغيرها من جوانب الطبيعة. وهي ترتبط عموما بالمستشفيات وغيرها من أماكن الرعاية الصحية، التي يعينها المرفق كحدائق للشفاء، ويمكن للجميع الوصول إليها، وتصمم بحيث تكون لها آثار مفيدة على معظم المستعملين. وهي ترتبط عموما بالمستشفيات وغيرها من أماكن الرعاية الصحية، التي يعينها المرفق كحدائق للشفاء، ويمكن للجميع الوصول إليها، وتصمم بحيث تكون لها آثار مفيدة على معظم المستعملين". ومن ناحية أخرى، فإن الحديقة العلاجية "مصممة للاستخدام كعنصر في برنامج علاجي مثل العلاج الوظيفي أو العلاج الطبيعي أو برامج العلاج بالبستنة ويمكن اعتبارها فئة فرعية من حديقة الشفاء". ويمكن وصف الحديقة العلاجية بأنها ذات طابع علاجي عندما تكون قد صممت لتلبية احتياجات الفرد أو المجموعة. ويسعى الأفراد أو الجماعات إلى تحسين رفاههم من خلال المشاركة النشطة باستخدام النباتات والمشاركة في أنشطة تتراوح بين زراعة النباتات وزراعتها وصيانتها.
كانت البستنة تهدئ حواس الإنسان منذ عام 2000 قبل الميلاد في بلاد ما بين النهرين. وتقع قطع الأراضي الزراعية الفاخرة في أودية الأنهار الخصبة بين دجلة والفرات التي توفر الزراعة والإلهام لأول حدائق مصممة في هذا المشهد الطبيعي القاحل. في القرن الخامس الميلادي، كان ينظر إلى الحدائق على أنها تساهم في تحسين الصحة وقد استخدمت كمكان للراحة من السفر، لتكون مكانًا للشفاء أو التعافي من المرض، أو ببساطة لعزل المرضى أو العاجزين عن الأفراد الأصحاء. وشددت الحدائق الموجودة داخل دور الرعاية المسيحية في العصور الوسطى على الأعمال الخيرية والضيافة. أما الأديرة التي تتوجه إلى المرضى والمجانين فقد أسست فناء مزخرف حيث كان بوسعهم العثور على بعض المأوى، أو الشمس، أو الظل في إطار مغلق على نطاق بشري.
وفي القرن الثامن عشر إلى القرن التاسع عشر، أدت الحاجة المتزايدة إلى النظافة الصحية أثناء العلاج إلى الاستخدامات المقبولة «للإصلاحات الصحية» مثل التهوية العابرة، والوصول إلى أشعة الشمس والحدائق. بدأ القرن العشرين في اكتشاف نظرية الجراثيم، والتقدم في نظريات العلوم الطبية، والنموذج الطبي الحيوي، والتكنولوجيا المحسنة في العلوم الطبية.
أصبح النموذج الطبي الحيوي، المشتق من نظرية لويس باستور الجرثومية للمرض، النموذج المفاهيمي السائد الذي يستخدمه الأطباء في تشخيص المرض. وفقًا للنموذج الطبي الحيوي، تشكل الصحة التحرر من المرض أو الألم أو العيب، مما يجعل الحالة البشرية الطبيعية «صحية». يركز النموذج الطبي الحيوي للصحة على العوامل البيولوجية فقط، ويستبعد التأثيرات النفسية والبيئية والاجتماعية. هذا التركيز الضيق تم ترشيده وتبسيطه ليس فقط التشخيص الطبي ولكن أيضًا العمليات الطبية. أصبح الحد من العدوى وفعالية التكلفة والكفاءة التشغيلية هو المعيار في تصميم المرافق الطبية. «إن الضغط من شركات التأمين لتقليل فترات الإقامة في المستشفى قد عمل إلى حد كبير ضد توفير الحدائق الصالحة للاستخدام في المجمعات الطبية الجديدة أو التي تم تجديدها.» في هذا الوقت، لم يعد يُنظر إلى الحدائق على أنها أماكن يمكن أن تسهم في استعادة صحة المريض. تم إقصاء الطبيعة والحدائق لتجميل المداخل. تم استخدام مناطق «الجيب» الصغيرة كنقاط اتصال؛ أرصفة المشاة وحتى مواقف السيارات.
استجابة للنطاق الاختزالي للنموذج الطبي الحيوي، يعتقد العديد من الباحثين والعلماء الطبيين مثل جورج إنجل بقوة أن «... النموذج الطبي يجب أن يأخذ في الاعتبار أيضًا المريض، والسياق الاجتماعي الذي يعيش فيه، والنظام التكميلي الذي ابتكره المجتمع للتعامل مع الآثار التخريبية للمرض، أي الدور المادي ونظام الرعاية الصحية. وهذا يتطلب نموذجًا بيولوجيًا نفسيًا اجتماعيًا». منذ ذلك الحين، تلقى تأثير البيئة المادية على رفاهية وصحة المريض بحثًا أكاديميًا مكثفًا واهتمامًا. في عام 1984، أجرى روجر أولريش دراسة رائدة لمقارنة التأثير الإيجابي للمناظر الطبيعية، أي الأشجار، على تعافي المرضى من الجراحة للمرضى في ظروف مماثلة والذين تعرضوا لمنظر جدار من الطوب. كان أول من استخدم معايير البحث الطبي الحديث ضوابط تجريبية صارمة ونتائج صحية محددة لإثبات أن التحديق في حديقة يمكن أن يسرع في بعض الأحيان الشفاء من الجراحة والالتهابات والأمراض الأخرى. أظهر أولريش أنه بالمقارنة مع مجموعة عرض الحائط، فإن المرضى الذين لديهم منظر الشجرة قد حصلوا على النتائج التالية: إقامة أقصر في المستشفى بعد الجراحة؛ عدد أقل من التعليقات التقييمية السلبية من الممرضات؛ تناول أدوية أقل، ودرجات أقل قليلاً لمضاعفات ما بعد الجراحة الطفيفة. في عام 1992، اقترح الدكتور ستوكولز مفهوم البيئات المعززة للصحة التي تتضمن السمات المادية والاجتماعية للبيئة المادية وكيف تؤثر على الرفاه العام للأفراد والجماعات.

## مثال
حديقة إنيد هوبت الزجاجية: الجمع بين العلاج بالبستنة والعلاج الطبي - بنيت الحديقة في عام 1959، وهي جزء من معهد راسك للطب التأهيلي في جامعة نيويورك. معهد راسك هو أحد المراكز الرائدة في العالم لطب إعادة التأهيل. وأقنع الدكتور هاورد راسك، وهو رائد في مجال إعادة تأهيل الإعاقات الجسدية، إنيد هاوبت بالتبرع بظاهرة الاحتباس الحراري وسط زيادة عدد جنود الحرب العالمية الثانية العائدين ومرضى شلل الأطفال. وبدأت الحديقة ببساطة كتراجع سلمي عن العلاج أو إعادة التأهيل في المستشفيات؛ ولكن نمت لتشمل برنامج علاج البستنة في السبعينات. ويعمل معالجو البستنة المدربون مع المرضى في الحديقة العلاجية لتحديد النباتات ورعايتها والتعلم منها. في نهاية المطاف، الهدف هو جعل العلاج يبدو مثل.
حديقة جويل شنابر التذكارية: حديقة الأمل حاصلة على جائزة تصميم الحديقة العلاجية لعام 1995 من قبل جمعية العلاج البستاني الأمريكية وجائزة الجدارة لعام 1995 للتصميم من الرابطة. الحديقة العلاجية هي جزء من مركز تيرانس كاردينال كوك الطبي في مدينة نيويورك. في عام 1989، أصبح المركز أول مرفق تمريض متخصص في الرعاية طويلة الأمد يخصص وحدة لرعاية مرضى فيروس نقص المناعة البشرية / الإيدز. توفر الحديقة «فرصة للجميع للتواصل مع الطبيعة بشروطهم الخاصة وطريقتهم الخاصة وبالسرعة التي تناسبهم، بغض النظر عن قدراتهم». تم بناء Schnaper Garden في عام 1995 وأعيد بناؤه في عام 2004، وهو عبارة عن حديقة ترميمية، مما يعزز المفهوم القائل بأن «الحدائق المخططة والمدارة بشكل صحيح يمكن أن تقلل من التوتر وتشجع الشعور بالرفاهية لمرضى الرعاية الصحية على المدى الطويل.» وحديقة شنابر، التي بنيت في عام 1995 وأعيد بناؤها في عام 2004، هي حديقة تصالحية، مما يعزز المفهوم القائل بأن «الحدائق المخططة والمشغلة بشكل سليم يمكن أن تقلل من الإجهاد وتشجع الشعور بالرفاه لمرضى الرعاية الصحية الطويلة الأجل». وتختلف مجموعة من غرف الحدائق، المصممة بتقدير البروتوكولات الطبية المتغيرة والأفضليات الفردية، من حيث الحجم والطابع لإتاحة الفرص للأنشطة المنظمة، والتنشئة الاجتماعية العارضة، والتفكير، والعزلة الهادئة. ويقدم اختيار إعدادات الحماية للراحة الفردية، تتراوح من الظل الكامل إلى الشمس الكاملة. ويتم التشديد على سهولة المناورة للحفاظ على القدرة على التحمل وتشجيع السكان على تجربة الحديقة دون مساعدة. حديقة جويل شنابر التذكارية تم تصميمها من قبل ديرتواركس.
حديقة الأم/الطفل في إصلاحية بيدفورد هيلز: حديقة الارتباط والتعاطف تم استخدام حدائق في سجون الولايات المتحدة منذ القرن التاسع عشر على الأقل للتدريب المهني والعلاج. حديقة الأم/الطفل في إصلاحية بيدفورد هيلز الواقعة في بيدفورد، نيويورك هي جزء من برنامج ابتكاري أنشئ في عام 2005 يعترف بالأسرة والأمومة كعملية تحويل للسجينات. وتعمل الحديقة كمكان للقاء الأمهات وأطفالهن الزائرين لإعادة الاتصال. والإطار الطبيعي هو الذي يخفف من ضغوط السجن والانفصال، ويجدد أواصر الرعاية والرحمة وسط أشجار لينية ناضجة ومظلمة، وأشجار مزروعة حديثًا، وأسرة دائمة، ومعدات لعب، وأربطة، وجداول نزهة. وفي هذا الإطار المغلق والمأمون، تتمتع الأسر بالتضافر والخلو من الأحكام والحقائق القاسية المفروضة على حياتها. تم تصميم حديقة الأم/الطفل من قبل دانيال وينتربوتوم.
حديقة اليزابيث ونونا ايفانز التصالحية: الجمع بين تصميم المناظر الطبيعية والتكنولوجيا الطبية الحديثة في بيئة عامة حصل على جائزة تصميم الحديقة العلاجية لعام 2005 من قبل جمعية العلاج البستاني الأمريكية وجائزة الشرف في التصميم عام 2006 من أصلا. كجزء من حديقة كليفلاند النباتية، تعكس الحديقة العلاجية مهمة الحديقة النباتية في «المزج بين التعليم والمسؤولية الاجتماعية والإشراف الثقافي والبيئي». تستخدم هذه الحديقة الإصلاحية نهج «أفضل الممارسات» في الحدائق العلاجية. فهو يجمع بين التصميم والتكنولوجيا الطبية المتقدمة التي تم تعلمها في محيط المستشفى وتطبيقها في مساحة متاحة للجمهور. والنتيجة هي فهم عميق للديناميكية بين الأماكن العامة والخاصة. يتم تحقيق توازن فعال بين حديقة النباتات العامة حيث يتم الترحيب بجميع الزوار للتجول والخصوصية والأمان اللذين يريدهما ويحتاجان إليه بعض زوار الحديقة العلاجية. تتكون الحديقة من ثلاثة أماكن فريدة، لكل منها طابع مميز ومستوى نشاط: واحد للتأمل الهادئ؛ واحد لكل من الاستكشاف الفردي وتدريس المجموعات الكبيرة؛ وواحد للعلاج البستاني. كانت الرغبة في خلق شعور بالترحيب والسكن للجميع، بغض النظر عن القدرة، اعتبارًا مهمًا في التفاصيل واختيار المواد. تم تصميم حديقة إليزابيث ونونا إيفانز الإصلاحية بواسطة هندسة المناظر الطبيعية، نيويورك.

## في الأدب
- للشيخوخة: تقييمات ما بعد الشغل، المعهد الأمريكي للمهندسين المعماريين.
- حدائق الشفاء: الفوائد العلاجية وتوصيات التصميم، كلير كوبر ماركوس ومارني بارنز، إيدز.
- المناظر الطبيعية للشفاء: بيئات الهواء الطلق العلاجية، مارثا تايسون
- المناظر الطبيعية للشفاء: البستنة للعقل والجسد والروح، البحث عن الشواذ
- التفاعل من خلال التصميم: الجمع بين الناس والنباتات من أجل الصحة والرفاه،(كانديس شوميكر).
- الحدائق التصالحية: المناظر الطبيعية للشفاء، نانسي جيرلاخ سبريغز، ريتشارد إينوك كوفمان، سام باس وارنر الابن.
- المناظر الطبيعية العلاجية: نهج قائم على الأدلة لتصميم حدائق الشفاء والمساحات الخارجية التصالحية، كلير كوبر ماركوس ونعومي ساكس.
- حدائق علاجية: تصميم مساحات الشفاء، من تأليف دانيال وينتربوتوم وإيمي واغنفيلد